# Petit-Cénacle
Pour les articles homonymes, voir Cénacle.
Le Petit-Cénacle (ou camaraderie du Bousingo) est un groupe de jeunes romantiques français formé en 1830, passé à la postérité grâce aux témoignages de Charles Baudelaire et de Théophile Gautier, et que l'on peut rapprocher de la manière bohème. Son existence dura à peine une année. Parmi ses plus célèbres membres, on compte Pétrus Borel, Aloysius Bertrand et Gérard de Nerval.

## Histoire
La toute fin des années 1820 voit naître en France des camaraderies, des clubs de jeunes gens érudits qui se réunissent parfois à domicile ou dans des lieux de boisson. Autour de Victor Hugo comme personnalité forte, s'était constitué un « cénacle », appelé ainsi en partie à cause du succès de l'œuvre de Honoré de Balzac qui met en scène dans son cycle de la Comédie humaine, le Cénacle (1819). « Le Cénacle » de Hugo accueille entre autres Gérard de Nerval, Pétrus Borel et Théophile Gautier. Tous ces jeunes gens ont autour de vingt ans. Ils sont liés par une amitié et une esthétique commune.

En 1874, Gautier écrit : 

« La réunion se composait habituellement de Gérard de Nerval, de Jehan du Seigneur, d'Augustus Maquet, de Philothée O'Neddy (chacun arrangeait un peu son nom pour lui donner plus de tournure), de Napoléon Tom, de Joseph Bouchardy, de Célestin Nanteuil, un peu plus tard, de Théophile Gautier, de quelques autres encore, et enfin de Petrus Borel lui-même. Ces jeunes gens, unis par la plus tendre amitié, étaient les uns peintres, les autres statuaires, celui-ci graveur, celui-là architecte ou du moins élève en architecture. »

L'atelier de Jehan Du Seigneur rue de Vaugirard sert généralement de lieu de réunion. D'autres camarades s'y retrouvent également comme l'architecte Léon Clopet, le peintre Louis Boulanger, le dramaturge Alphonse Brot, le musicien Giulio Piccinni, l'architecte Jules Vabre ou encore l'érudit Paul Lacroix dit « le Bibliophile Jacob ». Jehan Du Seigneur représenta sous forme de médaillons (1831-1833) la plupart de ces personnalités, ainsi que de leurs épouses ou compagnes,.
Sur le plan politique, la révolution de juillet 1830 constitue un événement catalyseur fondamental. Sur ce point, Baudelaire, en 1861, précise que leur « esprit à la fois littéraire et républicain, à l’inverse de la passion démocratique et bourgeoise qui nous a plus tard si cruellement opprimés, était agité à la fois par une haine aristocratique sans limites, sans restriction, sans pitié, contre les rois et contre la bourgeoisie, et d’une sympathie générale pour tout ce qui en art représentait l’excès dans la couleur et dans la forme, pour tout ce qui était à la fois intense, pessimiste et byronien ; dilettantisme d’une nature singulière et que seules peuvent expliquer les haïssables circonstances où était enfermée une jeunesse ennuyée et turbulente. Si la Restauration s’était régulièrement développée dans la gloire, le Romantisme ne se serait pas séparé de la royauté ; et cette secte nouvelle, qui proférait un égal mépris pour l’opposition politique modérée, pour la peinture de Delaroche ou la poésie de Delavigne, et pour le roi qui présidait au développement du juste-milieu, n’aurait pas trouvé de raison d’exister ».
Pétrus Borel qualifia de son côté cette bande à laquelle il fut lié la « camaraderie du Bousingo », c’est-à-dire du « chahut, tapage » (bousingo, ou bouzingo), qui ne dura guère plus qu’un an. Elle souhaitait se distinguer des bousingots avec un t, ces chapeaux de cuir bouilli, graines d’émeutes et séquelles de Juillet 1830, avec lesquels, cependant, elle avait en commun une haine du bourgeois, plus viscérale que politique, bien que Borel et O’Neddy insistent sur leur sympathie pour le gauchisme républicain de ce temps.
En juin 1832, Borel, Duseigneur, Clopet et Célestin Nanteuil prennent part au lancement de La Liberté, journal des arts, qui comptera dix-neuf numéros. Initié par l’archéologue Adolphe Napoléon Didron, ce support se veut polémique et en rupture totale avec les institutions.
Par la suite, un nouveau groupe se forma auquel fut donné le nom « Bohême du Doyenné », d'après son point d’attache au 3, de l'impasse du Doyenné (actuelle place du Carrousel), que se partageaient Arsène Houssaye, Nerval et Camille Rogier, Gautier lui-même logeant à proximité,. Nerval publie La Main enchantée pour la première fois sous le titre La Main de gloire : histoire macaronique, accompagnée de cette note : « Extrait des Contes du Bousingo, par une camaraderie », dans Le Cabinet de lecture du 24 septembre 1832.